# Línea 39 (San Juan)
La línea 39 es una línea de colectivos urbanos del aglomerado del Gran San Juan en la provincia de San Juan, que recorre gran parte de dicha aglomeración, por los departamentos Santa Lucía, 9 de Julio, Rivadvia, Rawson  y Capital, comunicándolos con la ciudad de San Juan.
Su recorrido comunica a la localidad cabecera de Santa Lucía, con el área este de dicho departamento. Entre los sitios de importancia que comunica están los cementerios: de Las Chacritas y el de Santa Lucía, el Parque de Mayo y los edificios del Centro Cívico de San Juan y la Legislatura Provincial, la Facultad de Ingeniería y el Centro Comercial El Colozo en Rawson.   
A partir del 2 de septiembre de 2004, tras la desaparición de la empresa 20 de Junio S.A., comenzó a funcionar y a ser administrada por la empresa El Triunfo S.A hasta en la actualidad.

## Recorrido
Cementerio de Las Chacritas: - Ruta Nacional 20 - Avenida Hipólito Yrigoyen- Sarmiento - Colón - Avenida Hipólito Yrigoyen (Santa Lucía) - 9 de Julio - Estados Unidos (Terminal de Ómnibus) - Santa Fe - Avenida Rioja - Avenida Libertador General San Martín - Las Heras - Avenida Córdoba - Avenida España - San Martín (Barrio Capital Lazo) - Lemos - República del Líbano - Urquiza - Comandante Cabot - Victoria - 9 de Julio - Hermogenez Ruiz - 9 de Julio - Paula Albarracín de Sarmiento - Avenida Libertador General San Martín - Avenida Rawson (Hospital Rawson) - General Paz - Avenida Hipólito Yrigoyen (Santa Lucía) - Colón - Avenida Hipólito Yrigoyen - Ruta Nacional 20 - Cementerio de Las Chacritas